# Đầu Thành

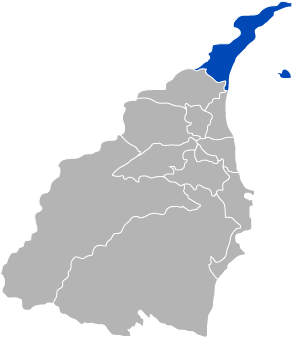
Vị trí tại Nghi Lan

Đầu Thành (tiếng Trung: 頭城; bính âm: Tóu chéng) là một trấn (xã) của huyện Nghi Lan, tỉnh Đài Loan, Trung Hoa Dân Quốc (Đài Loan). Đây là khu vực cực bắc của Nghi Lan và đ]ợc chính quyền Đảo Loan giao quản lý về mặt lý thuyết đối với quần đảo Senkaku (Điếu Ngư hay Điếu Ngư Đài) hiện do Nhật Bản kiểm soát. Đầu Thành có diện tích 100,8930 km², dân số vào tháng 8 năm 2011 là 30.647 người thuộc 9.762 hộ gia đình, mật độ cư trú đạt 303,8 người/km². Trấn có tới ba ga xe lửa và đây là hương trấn có nhiều ga tàu nhất tại Đài Loan.